# 法鲁丁·奥梅罗维奇
法鲁丁·奥梅罗维奇（1961年8月26日—），波斯尼亚和黑塞哥维那男子足球运动员，场上位置是守门员。他曾代表南斯拉夫国家队参加1990年国际足联世界杯，结果队伍止步八强赛。